# Смертная казнь в Казахстане
Смертная казнь в Казахстане — мера наказания, ранее предусмотренная Уголовным кодексом Казахстана и Конституцией Казахстана, которая может быть применена в отношении лиц, осуждённых за террористические преступления, сопряжённые с гибелью людей, за особо тяжкие преступления, совершённые в военное время, и за посягательство на жизнь президента страны. Смертная казнь приводилась через расстрел. С момента провозглашения независимости Казахстана 536 смертных приговоров было приведено в исполнение, последний датируется 2003 годом (до наступления моратория были казнены 12 человек). С 1 января 2004 года по 24 сентября 2020 года в стране действовал мораторий на смертную казнь. В настоящее время смертная казнь отменена. Пункт 2 статьи 15 Конституции Казахстана гласит:

Никто не вправе произвольно лишать человека жизни. Смертная казнь запрещается.

## История

### Казахское ханство
Смертная казнь в Казахском ханстве по Жеты Жаргы применялась за убийство, изнасилование, кровосмешение до 7 колена.

### СССР
казнь в Казахстанской ССР в период с 1970-1990 расстреливали за множественные убийства и тяжкие преступления
совершали расстрел в подвалах СИЗО,тюрьмах
совершали его из Пистолета Макарова чаще всего выстрелом в затылок из ПМ
некоторых маньяков по типу Джумагалиева признавали невменяемым и отправляли на принудительное лечение 
после развала СССР(26 декабря 1991 года)
расстрел применяли в Казахстане еще 11 лет с 26 декабря 1991 года до 1 января 2004 года были расстреляны 536 человек
примером когда преступник не был казнен это каннибал Джумагалиев которого отправили на лечение или
«Санитаров красных фонарей»
которых приговорили к смертной казни 28 сентября 2001 года однако 1 января 2004 года был введен мораторий и Сергея Копай и других не успели расстрелять и они были приговорены к ПЛС или ПЖ(пожизненное лишение свободы) в колонии чрезвычайного уровня безопасности «Черный Беркут»(Исправительная колония 39 особого режима) Костанайская область

## Уголовный кодекс
Уголовный кодекс Казахстана предусматривал смертную казнь как исключительную меру наказания, которая применяется к лицам, совершившим террористические преступления, сопряжённые с гибелью людей, или особо тяжкие преступления, совершённые в военное время. В числе 17 преступлений, предусматривающих подобную меру наказания, упоминаются «Применение запрещённых средств и методов ведения войны», «Геноцид», «Наёмничество», «Государственная измена в военное время», «Посягательство на жизнь Первого Президента Республики Казахстан — Лидера Нации», «Посягательство на жизнь Президента Республики Казахстан» (даже если он останется жив), «Диверсия», «Акт терроризма», «Уклонение или отказ от несения воинской службы в военное время», «Дезертирство в военное время» и другие. Приговор о смертной казни приводится в исполнение как минимум через год с момента его вступления в силу. Смертный приговор запрещено применять к женщинам, несовершеннолетним и пожилым людям.

## Замена казни пожизненным лишением свободы
17 декабря 2003 года президент Казахстана Нурсултан Назарбаев объявил о введении бессрочного моратория на исполнение приговоров к смертной казни до решения вопроса о её отмене, указ вступил в силу с 1 января 2004 года. С 2007 года в Конституции Казахстана смертная казнь упоминается как мера наказания, применяемая только в отношении осуждённых за терроризм или особо тяжкие преступления в военное время; это же подтверждает и Amnesty International.
В 2016 году началось обсуждение новой редакции Уголовного кодекса Казахстана и о необходимости упоминать смертную казнь как меру наказания. Заместитель Генерального прокурора Казахстана Иоган Меркель заявил, что не поддерживает полную отмену смертной казни. В ходе обсуждения предлагалось расширить список лиц, в отношении которых может быть применена смертная казнь, и включить туда осуждённых за коррупцию, педофилию и торговлю наркотиками. Однако в 2016 году депутат Сената Казахстана Дарига Назарбаева опровергла слухи о введении смертной казни в отношении педофилов, заявив, что к ним будет применяться химическая кастрация.
Более 100 человек, ранее приговорённых к смертной казни или пожизненно осуждённых, отбывают наказание в двух колониях для пожизненно осуждённых: «Чёрный Беркут» (Костанайская область) и тюрьме закрытого типа в городе Аркалык.
С введением моратория смертный приговор был вынесен как минимум 5 людям. В 2006 году к смертной казни был приговорён офицер полиции Рустам Ибрагимов за убийство бывшего посла Казахстана в России и члена Правительства Республики Казахстан Алтынбека Сарсенбайулы, но в 2014 году Ибрагимову заменили казнь пожизненным лишением свободы. Спустя 10 лет, в ноябре 2016 года к смерти был приговорён Руслан Кулекбаев за убийство 10 человек в ходе террористического акта в Алма-Ате, подозреваемый в сотрудничестве с исламскими экстремистами.

## Мнения
С момента введения моратория на смертную казнь в Казахстане ведутся дискуссии по поводу отмены моратория, хотя в 2008 году Казахстан поддержал мораторий ООН на смертную казнь.

### Сторонники моратория
Ряд депутатов Мажилиса Казахстана (нижней палаты Парламента) выступили за сохранение моратория, обсуждая дело Руслана Кулекбаева. Так, депутат Азат Перуашев поддержал мораторий на смертную казнь, заявив, что исключений не может быть сделано ни для кого и что право на жизнь человеку даётся с рождения. Председатель комитета по международным делам, обороне и безопасности Маулен Ашимбаев заявил, что смертная казнь может быть приведена в исполнение только в случае отмены моратория. Ещё один депутат, Айкын Конуров, заявил, что Казахстан должен будет отказаться от смертной казни, чтобы войти в состав членов ОЭСР.

### Сторонники смертной казни
Ряд общественных и политических деятелей считают, что смертную казнь в стране нужно восстановить как минимум в отношении террористов: эту идею поддержала судья городского суда Астаны Сайран Алимбаева после серии терактов в Актобе.